# Canale di Savena
Il canale di Sàvena (Al canèl ed Sèvna in bolognese) è un canale artificiale di Bologna. Origina dal torrente Savena presso la chiusa di San Ruffillo, nel quartiere omonimo.
Il canale del Savena (spesso detto Canaletta del Savena) è, assieme al canale di Reno uno dei due principali canali del complesso sistema dei canali di Bologna, sistema antico, molto articolato e più volte modificato nel corso della storia.
La sua gestione ed il suo utilizzo sono soggetti sia al Consorzio della chiusa di Casalecchio e del canale di Savena, sia al Consorzio della bonifica renana.

## Percorso
Il canale parte dalla chiusa di San Ruffillo e lambisce la base della collina di Monte Donato per poi distaccarsene e proseguire in direzione Nord-Ovest costeggiando le attuali via Toscana e via Murri (raccogliendo piccoli rii collinari), attraversando i giardini Margherita (alimentandone il laghetto) e per entrare in città a porta Castiglione dopo avere alimentato, un tempo, alcuni mulini (tra i quali il molino Parisio, il molino della Foscherara e il molino di Frino o "Tamburi") oggi inattivi. 
Una volta in città entro la cerchia muraria più esterna (la Circla) il canale aveva un tempo un percorso assai articolato, in parte scoperto ed in parte coperto con tantissime diramazioni aperte, chiuse e spostate nel corso dei secoli. La parte principale ad oggi ancora in essere, pur completamente tombata, è quella che assumeva il nome di canale Fiaccalcollo o Fiaccacollo (lungo via Rialto) e che un tempo alimentava una serie di piccoli opifici.
Proseguendo il suo corso sotterraneo il canale del Savena oggi si unisce al corso del torrente Aposa (che scorre anch'esso sottoterra) e, così uniti, i due corsi d'acqua escono dalle cerchia muraria esterna della città. Subito fuori delle (ex) mura, le acque si uniscono a quelle del canale del Reno nella zona tra via Capo di Lucca e porta Galliera ed il tutto va a formare con le acque del Cavaticcio, il canale Navile che scorre fra Bologna e Malalbergo.

## Storia

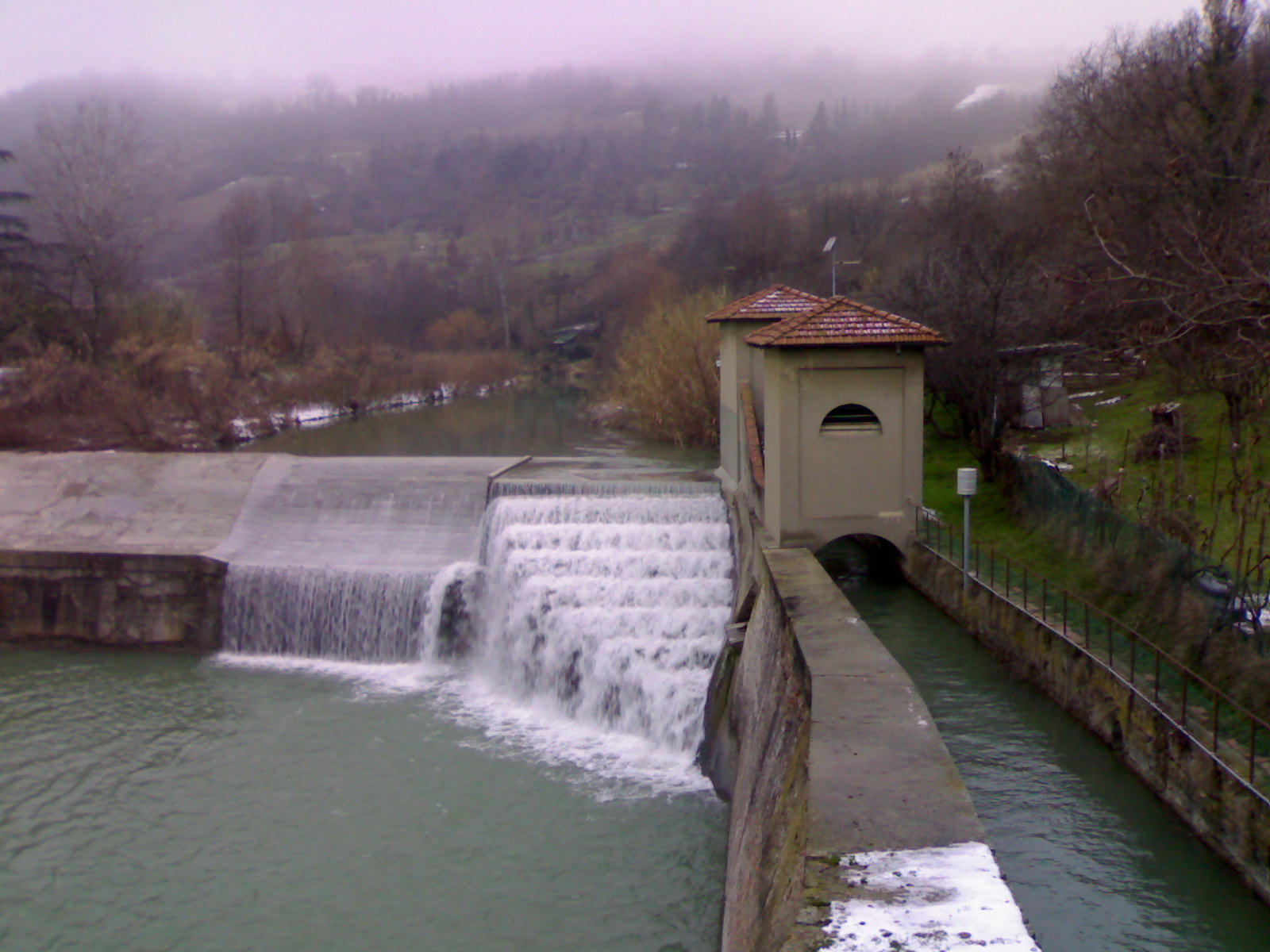
Chiusa di San Ruffillo